# Давыдов, Иван Егорович
Иван Егорович Давыдов (14 февраля 1926 — 11 марта 1977) — полковник Советской Армии, лётчик-испытатель ОКБ О. К. Антонова, Заслуженный лётчик-испытатель СССР (1967), Герой Советского Союза (1971).

## Биография
Иван Давыдов родился 14 февраля 1926 года в селе Алфёровка (ныне — Абдулинский район Оренбургской области). Окончил семь классов школы. С 1939 года проживал в Кемерово, окончил там строительный техникум, после чего работал на заводе. В ноябре 1943 года Давыдов был призван на службу в Рабоче-крестьянскую Красную армию. В 1944 году он окончил 52-ю школу младших авиационных специалистов при Омской военной авиационной школе лётчиков, после чего служил там же авиамехаником-мотористом. В 1957 году Давыдов окончил школу лётчиков-испытателей.
С 1957 года Давыдов был лётчиком-испытателем ОКБ О. К. Антонова. Занимался испытаниями самолётов «Ан-10», «Ан-2М», «Ан-30», «Ан-12ПЛ», «Ан-12БК», «Ан-22», «Ан-24», «Ан-8», «Ан-10», «Ан-12», «Ан-24». В 1966—1967 годах он установил 27 мировых авиационных рекордов грузоподъёмности на самолёте «Антей» («Ан-22»).
Указом Президиума Верховного Совета СССР от 26 апреля 1971 года за «мужество и героизм, проявленные при испытании новой авиационной техники», полковник Иван Давыдов был удостоен высокого звания Героя Советского Союза с вручением ордена Ленина и медали «Золотая Звезда» за номером 11405.
В мае 1973 года Давыдов в звании полковника вышел в отставку. Продолжал работать в ОКБ Антонова старшим инженером. Проживал в Киеве, скончался 11 марта 1977 года. Похоронен на Лукьяновском военном кладбище.

## Награды и звания
- Медаль «Золотая Звезда» Героя Советского Союза;
- два ордена Ленина;
- два ордена Красной Звезды;
- медали.
- Заслуженный лётчик-испытатель СССР (1967)[1].